# Non ci sei tu/T'apposto
Non ci sei tu/T'apposto è un singolo del rapper italiano Guè, pubblicato il 2 giugno 2017 come primo estratto dal quarto album in studio Gentleman.

## Tracce
1. Non ci sei tu – 3:12
2. T'apposto – 3:11

## Formazione
- Guè – voce
- Mace, Phra – produzione (traccia 1)
- Sixpm – produzione (traccia 2)

## Classifiche
Non ci sei tu
| Classifica (2017) | Posizione massima |
| ----------------- | ----------------- |
| Italia            | 25                |

T'apposto
| Classifica (2017) | Posizione massima |
| ----------------- | ----------------- |
| Italia            | 15                |